# STS-50
STS-50 e четиридесет и осмата мисия на НАСА по програмата Спейс шатъл и дванадесети полет на совалката Колумбия. Основната цел на полета са физични и медико-биологични експерименти с космическата лаборатория Спейслаб. Това е най-продължителната мисия на космическа совалка.

## Екипаж
| Пост                           | Астронавт                              |
| ------------------------------ | -------------------------------------- |
| Командир                       | Ричард Ричардс трети космически полет  |
| Пилот                          | Кенет Бауерсокс първи космически полет |
| Специалист на мисията 1        | Бони Дънбар трети космически полет     |
| Специалист на мисията 2        | Елен Бейкър втори космически полет     |
| Специалист на мисията 3        | Карл Мийд втори космически полет       |
| Специалист по полезния товар 1 | Лоурънс Делукас първи космически полет |
| Специалист по полезния товар 2 | Юджийн Трин първи космически полет     |

- Броят на полетите е преди и включително тази мисия.

## Полетът
Това е първият полет с т. нар. система за удължаване на полета ( Extended Duration Orbiter (EDO)). Последната позволява удължаване на автономния полет на совалките до 16 денонощия. Полезният товар на совалката представлявал лабораторията на НАСА U.S. Microgravity Laboratory 1 (USML-1). Това е първият от серия планирани полети в областта на материалознанието, физиката, биотехнологиите.
Основните експерименти, проведени в настоящия полет са конвектор за кристален растеж (Crystal Growth Furnace (CGF)); обемен физичен модул (Drop Physics Module (DPM)); воден конвектор за повърхностни напрежения (Surface Tension Driven Convection Experiments (STDCE)); растеж на зеолит (Zeolite Crystal Growth (ZCG)); Protein Crystal Growth (PCG); Glovebox Facility (GBX); система за измерване на ускорението (Space Acceleration Measurement System (SAMS)); Generic Bioprocessing Apparatus (GBA); Astroculture-1 (ASC); медизински проект за удължаване на полета (Extended Duration Orbiter Medical Project (EDOMP)); експерименти по изгаряне на твърди вещества (Solid Surface Combustion Experiment (SSCE)).
Основни постижения, направени по време на мисията:
- Завършен е първият полет, осъществен с микрогравитационната лаборатория на НАСА, усъвършенствана по-късно на МКС;
- Извършени са 31 експеримента в условията на микрогравитация в пет основни области: динамика на флуидите, кристален растеж, теория на изгарянето, биологията и много технически нововъведения;
- Въвеждане на няколко нови съоръжения за многократна употреба;
- Постигнат е най-дългия период на растеж на протеинов кристал в програмата „Спейс Шатъл“;
- Проведен експеримент с итеративно израстване на кристали, където химични композиции са променени, въз основа на микроскопски наблюдения на процесите на растеж;
- Завършена е най-дългата мисия на космическа совалка дотогава (13 денонощия 19 часа и 30 минути) със системата за EDO в програмата „Спейс шатъл“.

Приземяването става на 9 юли 1992 г. в 11:42:27 ч. на писта 33 в космическия център „Кенеди“. Кацането е планирано в базата „Едуардс“ в Калифорния, но е отменено поради лошите метеорологични условия там.

## Параметри на мисията
- Маса:
  - При кацане: 102 283 кг
  - Маса на полезния товар: 12 374 кг
- Перигей: 302 км
- Апогей: 309 км
- Инклинация: 28,5°
- Орбитален период: 90.6 мин